# Saint-Amé
Saint-Amé település Franciaországban, Vosges megyében. Lakosainak száma 2140 fő (2022. január 1.). Saint-Amé Le Syndicat, Cleurie, Dommartin-lès-Remiremont és Saint-Étienne-lès-Remiremont községekkel határos.

## Népesség
A település népessége az elmúlt években az alábbi módon változott:
| Lakosok száma | 2194 | 2179 | 2209 | 2154 | 2149 | 2146 | 2161 | 2151 | 2140 |
|               | 2013 | 2015 | 2016 | 2017 | 2018 | 2019 | 2020 | 2021 | 2022 |